# Городской стадион (Баня-Лука)
Городской стадион в Баня-Луке (босн. и хорв. Gradski stadion Banja Luka, серб. Градски стадион у Бањој Луци) — многофункциональный стадион в Баня-Луке, столице Республики Сербской Боснии и Герцеговины. В основном используется для футбольных матчей, является домашним для клуба «Борац».
Стадион вмещает 9730 зрителей.

## История
Первоначально стадион был построен для клуба «Краишник» Боголюбом Куюнджичем и в то время назывался «Стадион бана Куюнджича». После войны «Краишник» окончательно прекратил существование, а стадион стал называться просто «Городской стадион Баня-Луки». «Борац» играет на стадионе с момента своего основания, проводил на нём и еврокубковые матчи.
В настоящее время планируется масштабная реконструкция стадиона, поскольку Баня-Лука была включена в список городов-кандидатов на проведение матчей Чемпионата Европы по футболу 2020 года.